# Real time web
 (octobre 2022).
 (octobre 2022).
La mise en forme du texte ne suit pas les recommandations de Wikipédia : il faut le « wikifier ».
Les points d'amélioration suivants sont les cas les plus fréquents. Le détail des points à revoir est peut-être précisé sur la page de discussion.
- Les titres sont pré-formatés par le logiciel. Ils ne sont ni en capitales, ni en gras.
- Le texte ne doit pas être écrit en capitales (les noms de famille non plus), ni en gras, ni en italique, ni en « petit »…
- Le gras n'est utilisé que pour surligner le titre de l'article dans l'introduction, une seule fois.
- L'italique est rarement utilisé : mots en langue étrangère, titres d'œuvres, noms de bateaux, etc.
- Les citations ne sont pas en italique mais en corps de texte normal. Elles sont entourées par des guillemets français : « et ».
- Les listes à puces sont à éviter, des paragraphes rédigés étant largement préférés. Les tableaux sont à réserver à la présentation de données structurées (résultats, etc.).
- Les appels de note de bas de page (petits chiffres en exposant, introduits par l'outil «  Source ») sont à placer entre la fin de phrase et le point final[comme ça].
- Les liens internes (vers d'autres articles de Wikipédia) sont à choisir avec parcimonie. Créez des liens vers des articles approfondissant le sujet. Les termes génériques sans rapport avec le sujet sont à éviter, ainsi que les répétitions de liens vers un même terme.
- Les liens externes sont à placer uniquement dans une section « Liens externes », à la fin de l'article. Ces liens sont à choisir avec parcimonie suivant les règles définies. Si un lien sert de source à l'article, son insertion dans le texte est à faire par les notes de bas de page.
- La présentation des références doit suivre les conventions bibliographiques. Il est recommandé d'utiliser les modèles {{Ouvrage}}, {{Chapitre}}, {{Article}}, {{Lien web}} et/ou {{Bibliographie}}. Le mode d'édition visuel peut mettre en forme automatiquement les références.
- Insérer une infobox (cadre d'informations à droite) n'est pas obligatoire pour parachever la mise en page.

Pour une aide détaillée, merci de consulter Aide:Wikification.
Si vous pensez que ces points ont été résolus, vous pouvez retirer ce bandeau et améliorer la mise en forme d'un autre article.
Le « real time web » (rtw) est un ensemble de techniques et de pratiques (un paradigme) dans lequel l'utilisateur reçoit des informations au moment où elles sont publiées, il se distingue donc des paradigmes dans lesquels c'est l'usager ou l'une de ses applications qui va vérifier régulièrement les mises à jour d'une source basée sur le web. Les informations transmises sont souvent de courts messages, des mises à jour de statut, des messages de news de type alertes, et des liens vers un document plus volumineux.  Cela concerne le plus souvent des contenus dits « softs » (commentaires, réflexions personnelles, coups de cœur) par opposition aux contenus « hard » (faits bruts, nouvelles émanant de sources traditionnelles et/ou validées). On pourrait adapter au rtw le célèbre aphorisme de Sacha Guitry (sur le rtw des gens communiquent, sur le web traditionnel ils se sont exprimés." Le flux d'informations défilant sur la "time line" de Twitter ou le "fil d'actualité" de Facebook fait des blogs et des sites statiques l'équivalent des quotidiens des années 1930 assistant impuissants à la montée en force de l'information radiophonique. La radio n'a pas tué les journaux mais les a forcés à adopter une stratégie de commentaires, d'éclairage des informations, que les radios avaient annoncée la veille. C'est aussi là que réside l'importance du rtw. Son intrusion inopinée dans le monde d'Internet forcera blogueurs et sites d'information à se positionner en commentateurs d'une information dont ils ne sont plus les émetteurs les plus prompts.
Les exemples les plus connus de ce nouvel univers sont Twitter et les publications de Facebook. Cette approche est présente dans des réseaux sociaux, des moteurs de recherches, des sites d'information qui tendent à se comporter comme des correspondants de messagerie. Parmi les premiers effets positifs du rtw : une meilleure interaction avec l'internaute, et une diminution du nombre des accès aux serveurs.

## La recherche en temps réel
Le lundi 7 décembre 2009, Google a annoncé le lancement d'une fonction de "real time search" (recherche en temps réel). Cette nouvelle fonction cherchera les termes entrés par l'utilisateur sur les pages publiques de Twitter, Facebook et MySpace. Les résultats seront classés par pertinence, prenant en compte le nombre d'"amis" de l'émetteur et le nombre de fois ou le message aura été "re-tweeté" (retransmis). Cette arrivée de Twitter dans le "real time web" marque déjà la maturité d'un phénomène que l'on nomme que depuis quelques mois. Elle aidera sans doute le grand public, non utilisateur de Twitter, à percevoir la nouveauté du RTW, qui ne peut pas être considéré comme une "innovation incrémentale" du web 2.0 mais comme un nouveau paradigme.
Le rtw impose un rythme rapide et crée un énorme volume d'informations. Le problème est donc pour l'utilisateur de trouver celle qui est pertinente et fiable. Les progrès réalisés dans la technologie des moteurs de recherche couplés avec l'utilisation croissante des médias sociaux permet aujourd'hui d'effecteur des recherches parmi les publications online, au moment où elles sont produites. En cela,  la recherche en temps réel (ou real-time search) diffère de la recherche traditionnelle dans laquelle les moteurs répondent aux requêtes en recherchant parmi les pages qu'ils indexent à un intervalles réguliers.
Parmi les exemples de moteurs de recherche en temps réel on peut citer :
- One riot
- Scoopler
- Sency
- Twitscoop
- Twitter search
- Wikipediavision